# Вонсан
Вонса́н (кор. 원산시) — город и порт на юго-востоке КНДР, административный центр провинции Канвондо.

## География
Вонсан расположен на восточном берегу Корейского полуострова, в естественной гавани залива Йонхынман (который является частью Восточно-Корейского залива Японского моря). Море в гавани никогда полностью не замерзает, поэтому Вонсан является отличной якорной стоянкой.
Бухту Вонсана с суши окружает горный хребет, в море вокруг Вонсана находится более 20 гористых островов.

### Климат
Климат города муссонный с жарким душным летом и относительно холодной сухой зимой.
| Показатель                | Янв. | Фев. | Март | Апр. | Май  | Июнь | Июль  | Авг.  | Сен.  | Окт. | Нояб. | Дек. | Год    |
| ------------------------- | ---- | ---- | ---- | ---- | ---- | ---- | ----- | ----- | ----- | ---- | ----- | ---- | ------ |
| Средняя температура, °C   | −3,6 | −1,9 | 2,9  | 9,8  | 15,5 | 18,8 | 22,5  | 23,2  | 18,7  | 12,9 | 6,0   | −0,4 | 10,4   |
| Норма осадков, мм         | 32,6 | 35,2 | 51,2 | 69,3 | 81,8 | 136  | 304,8 | 333,8 | 202,8 | 66,7 | 60,6  | 31,5 | 1406,3 |
| Источник: «World Climate» |      |      |      |      |      |      |       |       |       |      |       |      |        |

## История

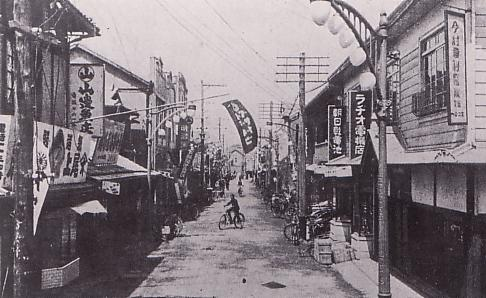
Вонсан в начале XX века

Поселение известно с конца XIV века.
В 1880 году здесь был создан торговый порт Гэндзан (яп. 元山, в конце XIX — начале XX века известный также как порт Лазарева, названный в честь адмирала тихоокеанского флота М. П. Лазарева).
В 1883 году порт был официально открыт для посещения иностранцами.
После начала русско-японской войны, в феврале 1904 года в Гэндзане был расквартирован японский гарнизон.
22 августа 1910 года был подписан договор о присоединении Кореи к Японии, после чего Корея вошла в состав Японской империи.
В 1914 году была построена железная дорога, соединявшая порт с Пхеньяном и Шэньяном, после чего город превратился в важный пункт торговли.
Начавшийся в 1929 году мировой экономический кризис осложнил положение в Корее, 14 января 1929 года в городе началась Вонсанская забастовка (в которой приняли участие рабочие нефтеперегонного завода, транспортных и торгово-промышленных предприятий, столяры, плотники и др.), участники которой потребовали введения 8-часового рабочего дня. В поддержку бастующих были проведены забастовки солидарности в Сеуле, Пхеньяне, Пусане, Синпхо, Пучхоне и других городах. Хотя 6 апреля 1929 года забастовка была подавлена полицией, она оказала большое влияние на развитие корейского рабочего движения.
Во время Второй мировой войны здесь находилась крупная военно-морская база Японии.
11 августа 1945 года авиация 20-го бомбардировочного командования США заминировала воды в районе порта Вонсан неконтактными морскими минами. 21-22 августа 1945 года в ходе советско-японской войны был занят советским десантом. На американских минах подорвался советский тральщик ТЩ-289 (так как командование США не сообщало о минных постановках в этом районе СССР до 21 августа 1945 года).
До 1946 года Вонсан входил в состав провинции Хамгён-Намдо, но позднее был отнесён к Канвондо. Разделение прошло по 38-й северной параллели: в 1945 году зона севернее её попала под контроль СССР, а зона южнее — под контроль США. После этого Вонсан стал столицей провинции Канвондо. Прежние столицы Вонджу (1395—1895) и Чхунчхон (с 1896 года) были южнее 38-й параллели и Военной демаркационной линии, которая была установлена в 1953 году.
2 июля 1950 года находившийся в городе Вонсан Дом культуры Всесоюзного общества культурной связи с заграницей был передан Корейскому обществу культурной связи с СССР.
Во время Корейской войны данный регион серьёзно пострадал от бомбардировок. 9 октября 1950 года южнокорейские войска достигли пригородов Вонсана, а на следующий день разбили немногочисленные силы КНДР и заняли город и аэропорт, однако использовать порт не представлялось возможным, так как гавань была заминирована морскими минами. Попытка уничтожить минные заграждения авиабомбардировкой акватории залива с 39 самолётов авиации Тихоокеанского флота США результатов не имела, и для расчистки акватории были отправлены три тральщика ВМС США (при выполнении задания два из них подорвались на минах, погибли 92 военнослужащих США). В целом, в ходе войны 1950—1953 годов город был сильно разрушен, но после окончания боевых действий отстроен заново. Чхунчхон до сих пор является столицей южной части провинции Канвондо, которая находится под контролем Южной Кореи.
В 1955 году численность населения составляла 122 тыс. человек.
В 1959 году здесь был построен и введён в эксплуатацию паровозоремонтный завод.
В 1960-е годы здесь были построены пионерский лагерь «Сондовон», Дворец культуры, дом отдыха и ряд иных крупных объектов инфраструктуры.
В 1980 году численность населения составляла 250 тыс. человек, город являлся важным промышленным центром цветной металлургии, промышленности строительных материалов, машиностроения, пищевой промышленности и рыболовства
В 1982 году в городе был введён в эксплуатацию мебельный комбинат, построенный в соответствии с 2-м семилетним планом развития экономики страны (1978—1984 гг.).
По состоянию на начало 2006 года численность населения составляла 332 тыс. человек, город являлся крупным промышленным центром (здесь действовали предприятия нефтеперерабатывающей, химической, цементной, машиностроительной и пищевой промышленности), а также бальнеологическим курортом.

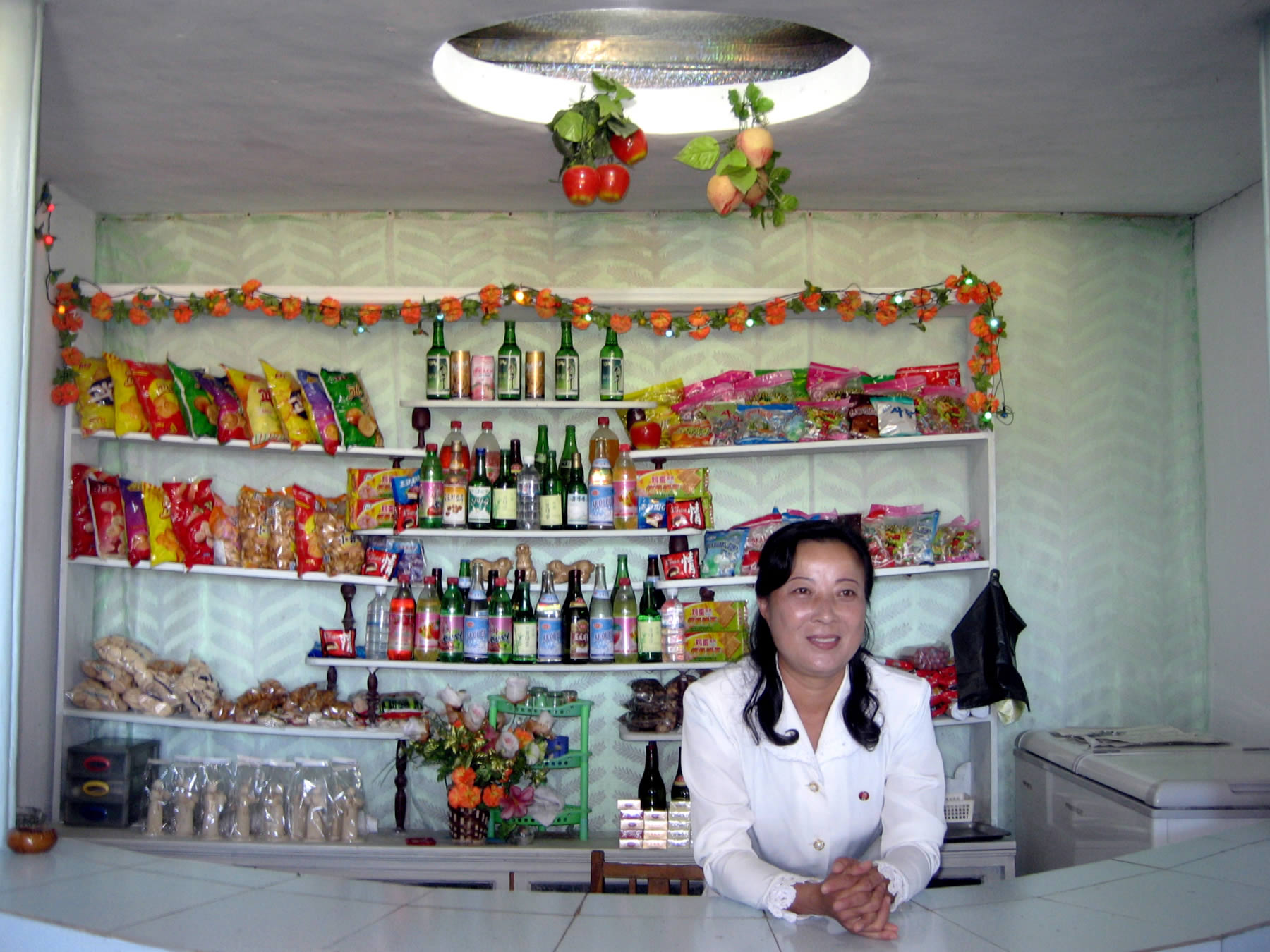
Магазин в Вонсане

## Образование и наука
В городе действуют несколько научно-исследовательских институтов и высших учебных заведений, в том числе научно-исследовательский центр атомной энергии, медицинский университет, педагогический университет и другие образовательные учреждения.
Вонсанский сельскохозяйственный университет.

## Туризм
- Гостиница «Хэан»[16]
- Гостиница «Тонмён»[16]
- Детский лагерь «Сондонвон»

В 2019 году на побережье Японского моря, именуемого в Северной Корее Восточным, завершалось строительство первой и велось строительство второй очереди крупной туристической зоны «Вонсан-Кальма» на полуострове Калма, где простирается четырёхкилометровый пляж. В июне 2025 года неподалеку от города открыта туристическая зона Вонсан-Калма.

## Связь
В городе имеется ретранслятор Корейского центрального телевидения, вещающий на 4-й метровой частоте.

## Транспорт
Вонсан — важный транспортный узел, через который проходят несколько железных и автомобильных дорог, также здесь есть военный и гражданский аэропорт, а также паром, соединяющий КНДР с Японией.

## Достопримечательности
- Исторический музей
- «Парк тысячи сосен»
- Зоопарк

## Города-побратимы
- Владивосток, Россия[19]
- Сакаиминато, Япония